# Diego Castro (Künstler)
Diego Castro (* 1972 in Hannover als Dirk Diego Schindler-Castro, bürgerlich: May) ist ein deutsch-spanischer Künstler, Autor und Rockmusiker.

## Leben
Nach grafischer Grundausbildung in Hamburg, Studium der bildenden Kunst in Kiel, Saint-Etienne und Nantes. Critical, Curatorial und Cybermediastudies an der Haute Ecole d’Art et Design in Genf. 2017 Promotion an der Hochschule für bildende Künste in Hamburg. Seit 1995 zahlreiche internationale Ausstellungen. 1998 Stipendium Post-grade international, École Régionale des Beaux-Arts, Nantes. 2002 Nordwest-Kunstpreis, Kunsthalle Wilhelmshaven. 2004 Stipendium Künstlerhaus Schloss Balmoral. 2011 Daniel-Frese-Kunstpreis der Leuphana-Universität Lüneburg. 2014 thüringisches Landesstipendium in der ACC Galerie Weimar. Seit 2010 ist er auch als Hochschuldozent tätig und unterrichtet freie Kunst und Kunsttheorie. Lebt in Berlin, Deutschland.

## Werk
Als bildender Künstler arbeitete Castro in den Medien Video, Performance, Zeichnung, Malerei und Installation. In seinen früheren Arbeiten beschäftigte sich Castro oft mit den Themen Imitation, Epigonentum und Formen des Scheiterns, sei es an konkreten Vorbildern, an sozialen Verhältnissen oder an Rollenkonstruktionen wie Mann, Künstler, Jugendlicher etc. Seine in schwarz-weiß gehaltenen Videoperformances orientierten sich formal an frühen Arbeiten des Genres, wie z. B. von Vito Acconci oder Bruce Nauman und zitieren diese auch teils. Viele seiner Arbeiten wiesen einen starken Bezug zur Popkultur auf. Seit 2004 widmete sich Castro verstärkt politischen Themen und der Institutionskritik, die sich sowohl in seinen bildnerischen Werken als auch in Veröffentlichungen und auf öffentlichen Vorträgen manifestierten. Seit 2014 widmet er sich hauptsächlich der Handzeichnung und der Malerei. Seine Werke wurden in zahlreichen internationalen Ausstellungen gezeigt.
Diego Castro ist auch als Autor tätig. Er veröffentlichte u. a. Artikel im Neuen Deutschland oder Melodie und Rhythmus und auf seinem Blog im Freitag. 2019 erschien der Romanessay Der Knecht, 2021 der Erzählband Das Erwachen.
Als Rockmusiker war er von 2012 bis 2022 Frontmann der Garagenrock-Band Black Heino. 2022 stieg er als Gitarrist bei der Berliner Rockband Mutter ein und gründete die Band Die Expressionisten.